# 安德烈亞波爾區

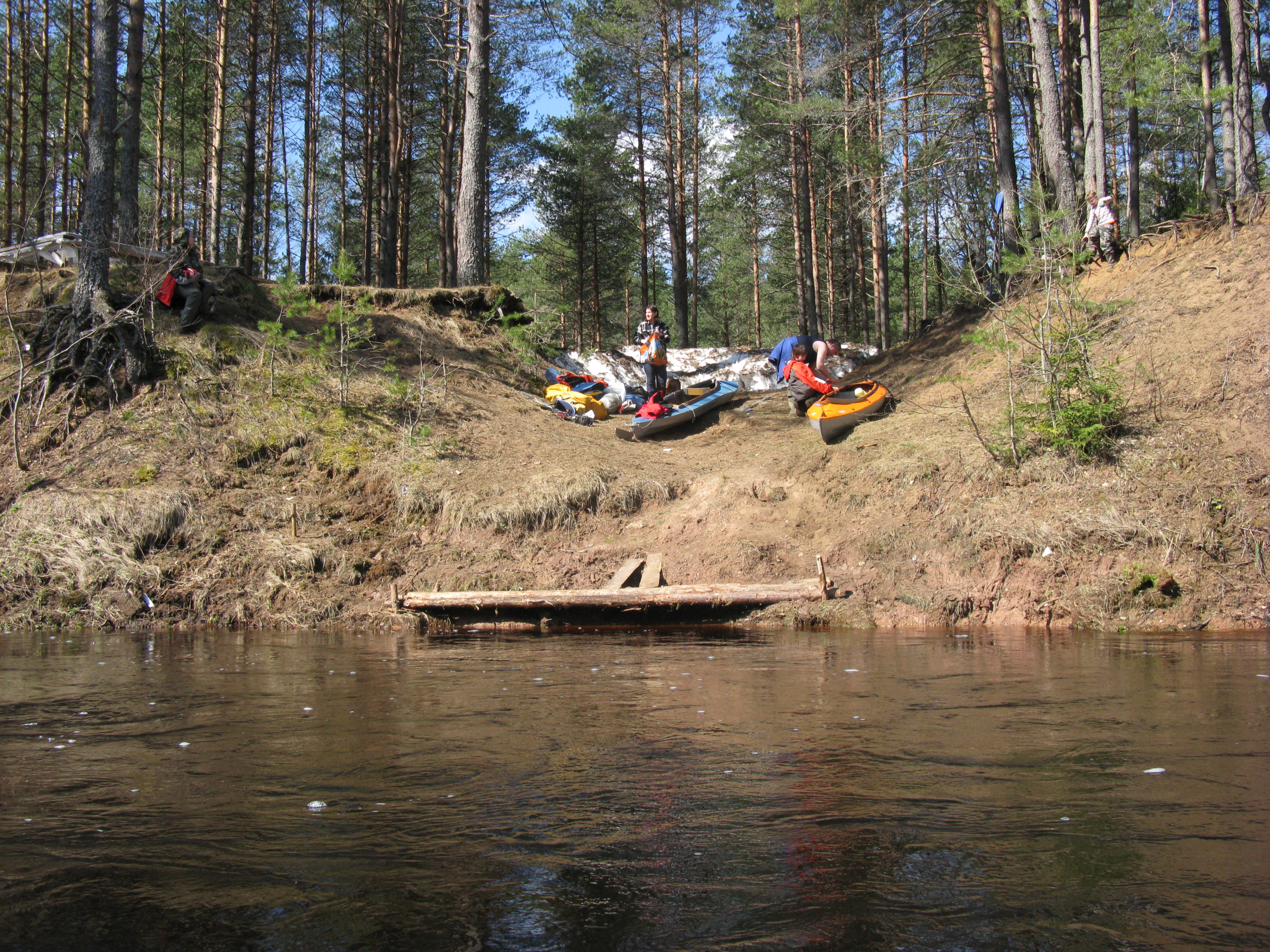

56°39′N 32°16′E / 56.650°N 32.267°E
安德烈亞波爾區（俄语：Андреапольский район），是俄羅斯的一個區，位於該國西部，由特維爾州負責管轄，面積3,051平方公里，2010年人口13,756，人口密度每平方公里4.51人。